# تپه بلقیس داغی
تپه بلقیس داغی مربوط به دوره اشکانیان - سدهٔ ۸ تا ۹ ه.ق است و در شهرستان سلماس، بخش مرکزی، دهستان زولاچای، ۶۰۰ متری شمال روستای زرین دره واقع شده و این اثر در تاریخ ۷ اسفند ۱۳۸۵ با شمارهٔ ثبت ۱۷۶۵۵ به‌عنوان یکی از آثار ملی ایران به ثبت رسیده است.